# Hohe Geige
De Hohe Geige is een 3393 meter (volgens andere bronnen 3395 meter) hoge berg in de Ötztaler Alpen in het Oostenrijkse Tirol.
De Hohe Geige is de hoogste top van de Geigenkam. De top wordt meestal beklommen vanuit het westelijk gelegen Plangeroß (1612 meter) in het Pitztal. Vanaf daar wordt naar de Rüsselsheimer Hütte (2323 meter) gelopen. De top is te bereiken via een bergtocht die enige conditie vereist.